# Towarzystwo Bory Dolnośląskie im. Klausa Haenscha

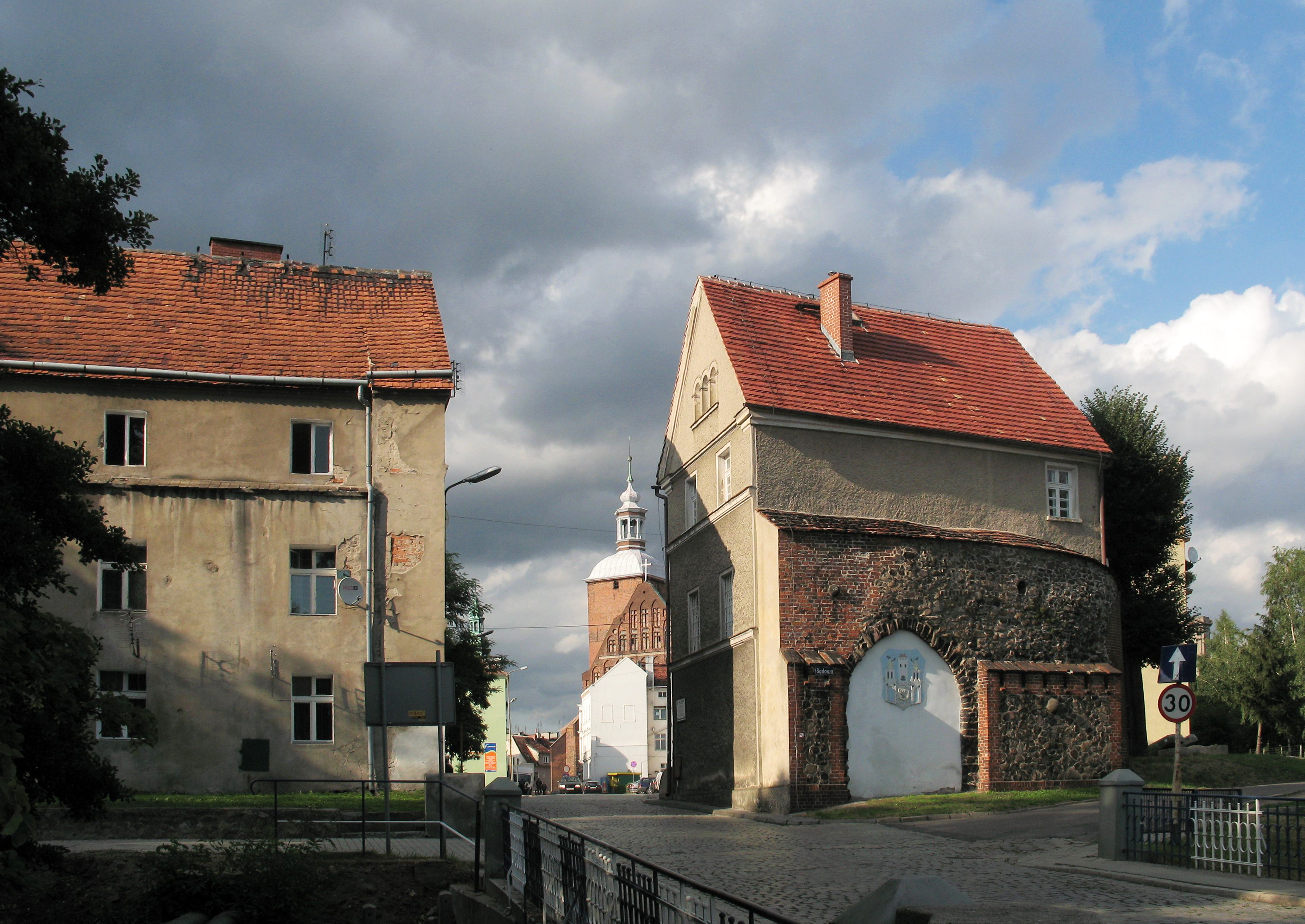
Siedziba Muzeum Ziemi Szprotawskiej, założonego w 2003 przez Towarzystwo Bory Dolnośląskie.

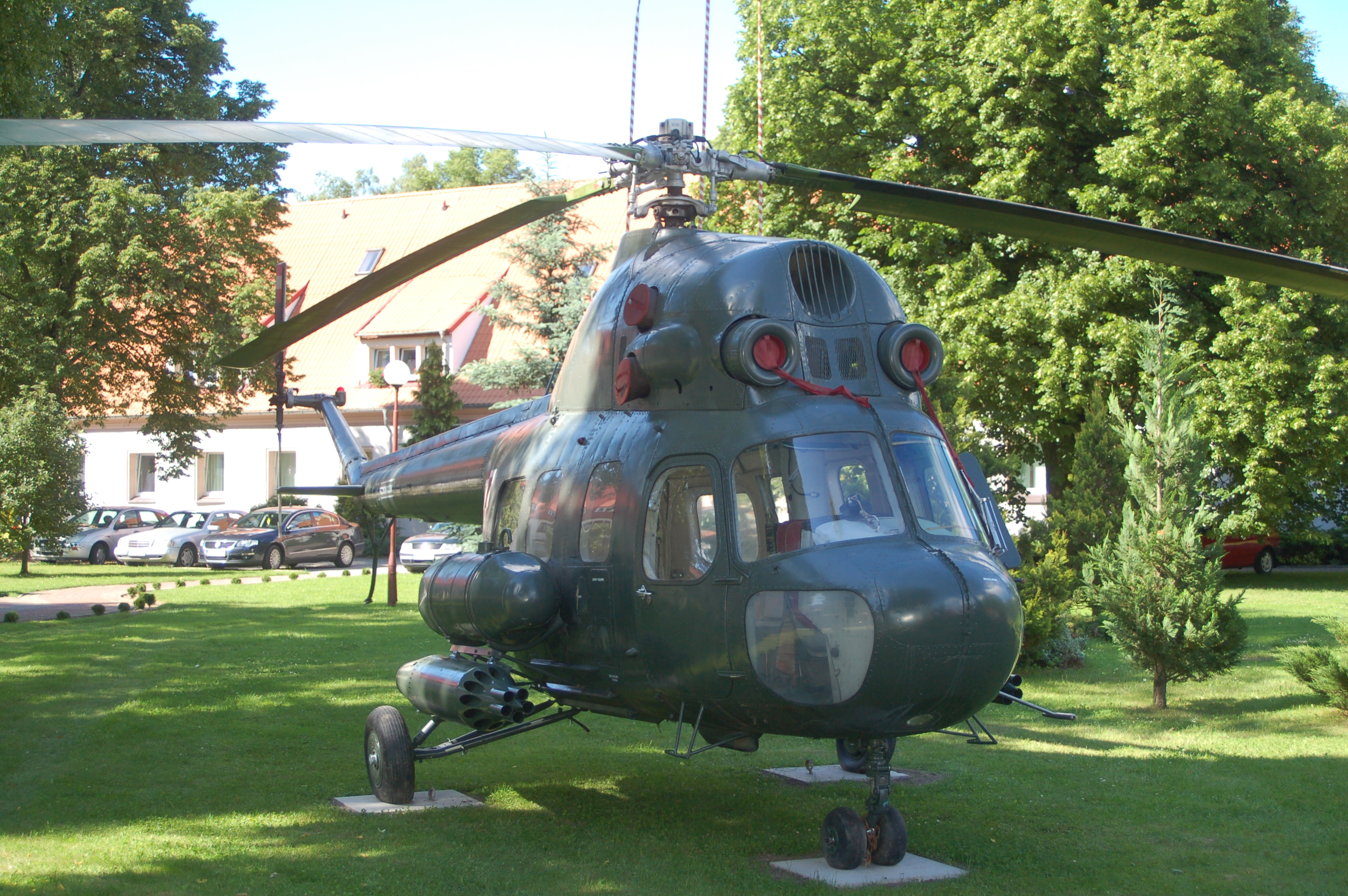
Pomnik Tradycji Lotniczych w Wiechlicach, odsłonięty w 2013 z inicjatywy Towarzystwa Bory Dolnośląskie

Towarzystwo Bory Dolnośląskie im. Klausa Haenscha – stowarzyszenie non-profit z osobowością prawną  o charakterze regionalnym zał. w 2001, początkowo jako stowarzyszenie zwykłe. Siedzibą stowarzyszenia jest miasto Szprotawa w Powiecie żagańskim. W ujęciu zbiorczym cele statutowe stowarzyszenia można ująć jako ochrona przyrody i zabytków oraz promocja turystyczna. Ponadto realizuje ono programy badawcze, jak np. Wały Śląskie, Wydmy i wody okresowe Borów Dolnośląskich.
Stowarzyszenie jest założycielem i organem prowadzącym Muzeum Ziemi Szprotawskiej im. Felixa Matuszkiewicza w 2003 oraz organizatorem Społecznej Ostoi Przyrody Bunkrowe Wzgórza przy byłym lotnisku wojskowym w Wiechlicach. W 2007 na wniosek TBD utworzono Zespół Przyrodniczo-Krajobrazowy Park Słowiański w Szprotawie. 
Pod egidą TBD funkcjonują ponadto: Akademia Surwiwalu i Rezerwa Ratownicza Bory Dolnośląskie. Od 2014 także Koło Kresowiaków z Huciska Oleskiego.
Od 2008 stowarzyszenie prowadzi regionalistyczny portal internetowy Radio Bory Dolnośląskie oraz wydaje czasopismo zatytułowane Bory Dolnośląskie (ISSN 2081-5808). Organizacja jest także wydawcą publikacji popularnonaukowych.

## Publikacje
- Encyklopedia Ziemi Szprotawskiej i Żagańskiej (ISBN 978-83-930137-0-8)
- Wały Śląskie. Tajemnice dawnych granic (ISBN 978-83-930137-1-5)
- Dawne życie mieszkańców Borów Dolnośląskich... (ISBN 978-83-930137-4-6)
- Historia i architektura Bramy Żagańskiej w Szprotawie (ISBN 978-83-930137-3-9)
- Felix Matuszkiewicz ze Szprotawy (ISBN 978-83-930137-2-2)
- Dawne dzieje Leszna Górnego w Borach Dolnośląskich (ISBN 978-83-930137-7-7)
- Szkice z dziejów Jelenina w gminie Żagań (ISBN 978-83-930137-5-3)
- Wiechlice na rubieży Borów Dolnośląskich (ISBN 978-83-930137-6-0)
- Z Kresów na Kresy (ISBN 978-83-930137-8-4)
- Wędrówki po Puszczy Wiechlickiej (ISBN 978-83-930137-9-1)
- Obiekty ochronne byłego lotniska wojskowego w Szprotawie, 2016

## Prezesi
- 2001-2002 Maciej Boryna
- 2003-2007 Maciej Boryna
- 2007-2011 Maciej Boryna
- 2011-2015 Krzysztof Wachowiak
- 2015- Krzysztof Wachowiak